# Шабанов-Кушнаренко Юрій Петрович
Шабанов-Кушнаре́нко Юрій Петрович (нар. 22 травня 1932, м. Харків — пом. 29 червня 2015, м. Харків) — український науковець, доктор технічних наук, професор Харківського національного університету радіоелектроніки, заслужений діяч науки і техніки УРСР, відповідальний редактор наукового журналу «Проблеми біоніки» (з 2004 — «Біоніка інтелекту»).

## Біографія
Юрій Шабанов-Кушнаренко народився 22 травня 1932 року у Харкові у родині інженера-залізничника.
У вересні 1940 року розпочав навчання у Харківській школі № 132, по закінченню якої вступив до Харківського будівельного технікуму.
Упродовж 1947—1949 років навчався у Харківському будівельному технікумі.
1949 року поступив до Харківського гірничого інституту, який закінчив з відзнакою.
Після закінчення інституту працював старшим лаборантом кафедри гірничої механіки (1954—1955 роки), а від грудня 1955 року — інженером лабораторії гірничої справи АН УРСР.
1959 року під керівництвом завідувача кафедри гірничої механіки П. П. Нестерова захистив кандидатську дисертацію, потім працював на посаді старшого наукового співробітника.
1962 року Харківський гірничий інститут реорганізований у Харківський інститут гірничого машинобудування, автоматики та обчислювальної техніки.
У 1963 році працював у лабораторії обчислювальної техніки.
1964 року став доцентом кафедри математичного програмування і моделювання, яку згодом очолив (1966—1974 роки).
Від 1968 року виходив Республіканський міжвідомчий науково-технічний збірник «Проблеми біоніки», заснований трьома кафедрами ХІРЕ. Від 2004 року — Всеукраїнський науково-технічний журнал «Біоніка інтелекту». Першим відповідальним редактором був професор, доктор фізико-математичних наук Володимир Логвинович Рвачов.
В. Л. Рвачов став науковим консультатнтом докторської дисертації «Математичне моделювання деяких функцій людського зору», яку Ю. П. Шабанов-Кушнаренко з успіхом захистив у Інституті кібернетики АН УРСР 1969 року.
З 1974 по 2014 роки був неззмінним відповідальним редактором названого видання.

## Наукова діяльність
Юрій Шабанов-Кушнаренко є творцем харківської наукової школи «Біоніка інтелекту».

## Творчий доробок
Юрій Шабанов-Кушнаренко є автором понад 260 наукових публікацій:
- Нестеров П. П. Безуравнительный многоканатный подъем / П. П. Нестеров, Ю. П. Шабанов-Кушнаренко, Н. К. Гончаренко. — Киев: Гостехиздат УССР, 1963. — 475 с. : ил.
- Шабанов-Кушнаренко Ю. П. Теория интеллекта. Математические средства. — X.: Вища школа, Изд-во при Харьк. ун-те, 1984. — 144 с.

Монографії:
- Шабанов-Кушнаренко Ю. П., Шаронова Н. В. Компараторная идентификация лингвистических объектов: монография. — К. : Изд. Ин-та системных исслед. образования Украины, 1993. — 114 с.
- Ситникова П. Э. , Шабанов-Кушнаренко Ю. П. Алгебра подстановочных операций и ее применение в автоматизированных информационных системах: монография. — К., 1992. — 99 с.
- Командин А. Ф., Шабанов-Кушнаренко Ю. П., Шубин И. Ю. О теории обобщенных пространств: монография. — К., 1996. — 185 с.
- Бондаренко М. Ф., Дрюченко О. Я., Коряк С. Ф. , Шабанов-Кушнаренко Ю. П. Ідентифікація людини за параметрами мовних сигналів (проблеми та шляхи їх вирішення). — Х. : Компанія СМІТ, 2006. — 259 с.
- Бондаренко М. Ф., Шабанов-Кушнаренко Ю. П. Теория интеллекта: учеб. — Х. : Изд-во СМИТ, 2007. — 576 с.

Статті:
- Бондаренко М. Ф., Шабанов-Кушнаренко С. Ю., Шабанов-Кушнаренко Ю. П. Идентификация объектов, описываемых числовыми системами // Бионика интеллекта. — Х. : Изд-во ХНУРЭ, 2008. — № 2. — С. 26–35.
- Бондаренко М. Ф., Шабанов-Кушнаренко С. Ю., Шабанов-Кушнаренко Ю. П. Компараторная идентификация цветового зрения человека // Бионика интеллекта. — Х. : Изд-во ХНУРЭ, 2008. — № 2. — С. 3—13.
- Бондаренко М. Ф., Шабанов-Кушнаренко С. Ю., Шабанов-Кушнаренко Ю. П. Модель инерции зрения // Бионика интеллекта . — Х. : Изд-во ХНУРЭ, 2008. — № 1. — С. 3–12.
- Бондаренко М. Ф., Шабанов-Кушнаренко С. Ю., Шабанов-Кушнаренко Ю. П. Модель иррадиации зрения // Бионика интеллекта. — Х. : Изд-во ХНУРЭ, 2008. — № 1. — С. 13—22.
- Бондаренко М. Ф., Шабанов-Кушнаренко С. Ю., Шабанов-Кушнаренко Ю. П. Модель краевого контраста зрения // Бионика интеллекта. — Х. : Изд-во ХНУРЭ, 2008. — № 1. — С. 23–29.
- Бондаренко М. Ф., Шабанов-Кушнаренко С. Ю., Шабанов-Кушнаренко Ю. П. Об общей теории компараторной идентификации // Бионика интеллекта. — Х. : Изд-во ХНУРЭ, 2008. — № 2. — С. 14—25.